# The Hollow Men
(incipit della poesia)
The Hollow Men (Gli uomini vuoti) è una poesia che Thomas Stearns Eliot scrisse nel 1925 durante un periodo di assenza dal lavoro a causa di un esaurimento nervoso.

## Il titolo
The Hollow Men può essere letto come un'estensione dello stesso modello di ricerca e sconfitta de La terra desolata. Questa poesia è introdotta da due epigrafi: la prima, Un penny per il vecchio Guy, fa riferimento al fantoccio di paglia bruciato ogni 5 novembre, anniversario della morte di Guy Fawkes, organizzatore del complotto delle polveri contro Giacomo I d'Inghilterra (1605). La seconda, Mistah Kurtz... he dead, proferita da un servitore nero in Cuore di tenebra di Joseph Conrad, enfatizza una connessione tra un rituale selvaggio e gli uomini vuoti. La storia di Kurtz è stata rianalizzata come studio dei rituali primitivi di successione, iniziazione e fertilità (sulla linea dei saggi di James Frazer). Kurtz è stato iniziato nella tribù diventando il loro "rain and fine weather maker", il simbolo della discesa nelle tenebre.
Il principale legame tra Cuore di Tenebra e questa poesia consiste nel tema di degradazione attraverso il rigetto del bene, di disperazione attraverso la conseguente colpa. Inoltre Kurtz viene descritto like an hollow sham, hollow at the core. Eliot rivendica di aver costruito il titolo combinando The Hollow Land di William Morris e The Broken Men di Rudyard Kipling. Inoltre la parola hollow (cavo, vuoto) viene pronunciata da Bruto rivolgendosi ai cospiratori nella scena seconda del quarto atto del Giulio Cesare di William Shakespeare.

## Analisi
Gli uomini vuoti si presentano direttamente attraverso un monologo drammatico: essi non hanno identità, personalità, non riescono a stare in piedi da soli e sussurrano parole vuote As wind in dry grass Or rats' feet over broken glass ("come il vento nell'erba secca o i piedi dei topi sul vetro rotto"). Questi sono il correlativo oggettivo dell'uomo moderno, quegli stessi viventi moribondi che affollavano la terra desolata, figure senza forma, ombra senza colore, forza paralizzata, gesto privo di moto. Non sono come Kurtz o i dannati danteschi anime violente, ma solo uomini cavi e di paglia. Essi non riescono a sostenere lo sguardo degli occhi degli uomini virtuosi poiché questi per loro sono come Sunlight on a broken column ("luce solare su una colonna rotta"), sottolineando una morte prematura.
Gli uomini vuoti vivono in deserto, una terra morta, arida come loro sia psicologicamente che religiosamente a causa della mancanza di acqua. In questa terra vivono solo cactus, un altro correlativo oggettivo per indicare la sterilità visto che i cactus non danno frutti, le spine del mondo moderno. Qui hanno costruito immagini di pietra che in realtà sono solo falsi idoli che ricevono The supplication of a dead man's hand Under the twinkle of a fading star ("la supplica della mano di un uomo morto sotto il bagliore  di una stella che svanisce"). Poi si svegliano soli, come in Cuore di Tenebra: "We live, as we dream - alone" ("viviamo come sogniamo, soli"). Non potendo far altro che innalzare preghiere a quella pietra infranta sottolineando la mancanza di comunicazione, empatia e condivisione dei sentimenti.
Nella valle vuota di stelle morenti, una mascella rotta di un regno passato (declino del mondo moderno), non ci sono anime, né di conseguenza occhi, essi brancolano insieme senza parlare, ammassati sulla riva di un tumido fiume che potrebbe essere sia l'Acheronte o il fiume Congo altrettanto infernale in Cuore di Tenebra. Non torneranno ad essere anime a meno di una speranza miracolosa come la Rosa di molte foglie del Paradiso che appare vana. Gli uomini vuoti si trovano bloccati in questa situazione di inerzia e paralisi, di debolezza della volontà, incapaci di affrontare il salto esistenziale di Kierkegaard.
L'ombra richiama ancora un discorso di Bruto nel Julius Caesar dell'atto II:
L'ombra rappresenta una life-in-death (vita nella morte) che ha avuto la possibilità di riconoscere la differenza tra salvezza e dannazione, ma ha rigettato questa possibilità e scelto di non scegliere tra le due, e vivrà per sempre in un Limbo. Irrompe così una voce esterna che dice Perché Tuo è il Regno Perché Tuo è La vita è Perché Tuo è il..., ma il mondo non finisce con un'esplosione, bensì in un gemito (Così il mondo finisce / Così il mondo finisce / Così il mondo finisce / Non con uno schianto ma con un lamento).